# Oak Harbor (Waszyngton)
Oak Harbor – miasto w Stanach Zjednoczonych, w stanie Waszyngton, w hrabstwie Island. Miasto leży na wyspie Whidbey.